# جيني باريرو
جيني باريرو (بالإسبانية: Jaine Barreiro)‏ (19 يونيو 1994 بكالي في كولومبيا - ) هو لاعب كرة قدم كولومبي في مركز الدفاع. لعب مع نادي أطلس.

## روابط خارجية
- جيني باريرو على موقع قاعدة بيانات كرة القدم.إي يو (الإنجليزية)
- جيني باريرو على موقع Soccerway.com (الإنجليزية)
- جيني باريرو على موقع AS.com (الإسبانية)